# Khidr Yasauri
Khidr Yasauri o Khidr Yusuri (+1366) fou un amir turcomongol del tuman dels yasauris, que pasturava als territoris al nord de Samarcanda incloent probablement Bukharà. En el repartiment de 1359 li foren reconeguts aquests territoris.
A finals del 1359, sota el govern de Buyan Suldus, Khidr Yasauri va enviar una carta a Tamerlà, un dels amirs de la tribu Barles, en la qual li assenyalava que estava disposat a anar amb totes les seves forces per posar-se al seu costat. Al començament 1360 es va produir la invasió dels mogols o jats i els Barles sota el seu cap Hajji Barles, van fugir cap al sud del riu Jihun (Oxus); però Tamerlà, després d'arribar fins al riu va decidir retornar i anar a veure al kan mogol Tughluq Timur, i pel camí es va trobar amb algunes forces dels yasauris manades per Mahmud Yasauri que s'havien unit als mongols amb la idea de participar dels saquejos. Produida la entrevista amb el kan, Tamerlà fou nomenat cap dels Barles i va poder aixecar algunes tropes, a les que s'uniria Khidr Yasauri amb els seus i va afegir l'aliança amb Amir Husayn, cap dels Karaunes i la poc efectiva aliança amb Bayazid Jalayir; això el feia fort si Hajji Barles retornava a reclamar la direcció del tuman.
Khidr, Tamerlà, Husayn i Bayazid van decidir conquerir Shadman, en poder dels Sulduz de Buyan Sulduz; aquest es va retirar al Badakhxan. Bayazid va romandre a les seves terres per vigilar als mogols, i Khidr i Tamerlà van ocupar Shadman. Khidr va quedar com a governador de la fortalesa. Finalment Tamerlà va cridar a Khidr i va concedir Shadman a Husayn. Khidr va anar a Ulugh Maidan, un lloc proper a Kish on Timur passava l'estiu, i aquest li va fer una recepció magnifica; després Khidr va seguir en direcció al seu campament, situat més al nord. No havia passat gaire temps quan Toghluq Selduz va atacar forces de Husayn. Aquest va enviar missatgers a Timur, Bayazid Jalayir i Khidr Yasauri, informant de les hostilitats. Timur i Khidr no s'ho van pensar dues vegades i van agafar les seves forces i es van dirigir cap a Shadman; Husayn estava a aquesta fortalesa i els Sulduz estaven a la rodalia amb les seves forces (al saber l'arribada dels aliats es van retirar). Husayn va sortir aleshores i va agrair personalment l'ajut, fent diversos regals als dos caps. Aquests fets devien passar a la tardor del 1360 però An autobiographic relat of the life of emperor Timur, traduit per Charles Stewart, els situa de manera confosa, aparentment el 1361, cosa impossible ja que en aquell moment Timur i Khidr ja no estaven junts.
Finalment els mogols van marxar de Transoxiana i Hajji Barles va retornar i es va aliar amb Bayazid Jalayir. Tamerlà es va dirigir més al nord de Xahrisabz on es va reunir amb Khidr Yasauri i els seus homes i van tornar enrere cap a Kish. Forces dels dos bandols es van enfrontar a Akyar a la ruta entre la Ciutat Verda (Kish o Xahrisabz) i Samarcanda. Timur va agafar el centre (ghul); Khidr Yusuri l'esquerra i Jaku Barles la dreta. El primer dia va ser de maniobres; el segon hi va haver repetides carregues i lluita i a la nit abans del tercer dia quan es disposava tot per l'endemà, Hajji Barles es va retirar a Samarcanda i es va reunir amb Bayazid. El resultat de la batalla és incert, però al final gairebé tots els amir es van passar al bàndol d'Hajji, incloent Khidr Yasauri, molt apreciat per Tamerlà, que el considerava el seu braç dret.Timur va intentar atreure a Khidr altre cop al seu costat, però aquest, per temor a represàlies, ho va desestimar. Ara Tamerlà, reintegrat a la tribu Barles com a comandament secundari, havia de participar en la lluita de Barles i Jalayirs en contra de Khidr i els yasauris; la coalició va preparar les seves forces. Les forces rivals de Khidr es van concentrar a Serus i Tamerlà va romandre a la defensiva; i després d'unes hores d'enfrontament amb els atacants Timur va ordenar una càrrega que Khidr Yasauri no va poder resistir i es va retirar. Aquesta victoria consolidava el poder d'Hajji sobre els Barles i ampliava els territoris de Bayazid.
El cap dels yusuris o yasauris Khidr Yasauri va morir probablement a començaments del 1366 i el van succeir els germans Ali Dervix Yasauri i Ilies Khoja Yasauri i Hajji Mahmud Shah Yasauri (de relació incerta amb Khidr i Ali Yasauri), els quals van posar les tropes de la tribu o tuman de Yasauri al servei de Tamerlà.